# Богданівка (Львів)
Богда́нівка — місцевість у Франківському та Залізничному районах Львова, що бере свій початок від шестипроменевого перехрестя вулиць Городоцької, Боберського, Кульпарківської, Любінської — від колишньої Городоцької рогатки та обмежується вулицями Городоцькою, Кульпарківською і ділянками залізничної колії Львівської залізниці «Львів-Івано-Франківськ» та «Львів-Самбір». За левандівським мостом, по правий бік від вулиці Сяйво є ділянка, обмежена частково вулицями Широкою, Сяйво та Таллінською, яка також належить до Богданівки. Межує з місцевостями Сигнівка, Левандівка, Новий Світ.

## Назва
Уродженець Богданівки Казімеж Гурський вважав, що її назва походить від того, що тут розташовувався табір військ Богдана Хмельницького під час облоги Львова 1655 року.

## Історія
Колись на цьому місці був підміський маєток вірменської родини Богдановичів, який згодом дав назву всій місцевості — Богданівка. 29 червня 1645 року Анастасія Аведикович записала фільварок Богданівка провізорам Вірменської церкви Львова.
На початку ХІХ століття підміське село Богданівка починалося від Городоцької акцизної рогатки зі шлакбаумом, яка тоді знаходилася у верхній частині вулиці Городоцької — на площі при перетині нинішніх вулиць Тобілевича та Чернівецької. Городоцька рогатка мала народну назву — Копиткове, через те, що на рогатці збирали акцизне мито від кожного копита коня, що заїжджав до Львова. Після побудови Головного та Чернівецького двірців і прокладання залізниці «Львів — Перемишль» у 1860-х роках, частину Богданівки зайняли колії, а рогатка перемістилася до перетину вулиць Городоцької та Кульпарківської. Так з'явилася вулиця За Рогаткою (нині — вулиця Боберського).
Частково в межах Богданівки знаходився давній Городоцький цвинтар, заснований наприкінці XVII століття, на місці, де війська польського короля Яна ІІІ Собєського отаборилися та формувалися у підрозділи для подальшого походу на допомогу обложеному турками гарнізону Відня у 1683 році. Цвинтар мав видовжену форму та займав територію, що обмежувалася вулицями Білінських, Городоцькою (за будинками № 163—169 по вул. Городоцькій), територією сучасного Привокзального ринку, Кентшинського, а головна цвинтарна брама містилася неподалік перетину вулиць Шептицьких, частина площі Більчевського та Адама Сапєги. Цвинтар функціонував до 1 вересня 1875 року. Тут були поховані українські греко-католицькі митрополити — Антін Ангелович, Григорій Яхимович та Спиридон Литвинович. У 1880 році домовини з тілами митрополитів Литвиновича та Яхимовича великими з почестями перенесено в гробівець Львівської капітули на Личаківському цвинтарі. Могили ж їхнього попередника, першого, «Тирольця Сходу», Митрополита Галицького та Архієпископа Львівського, єпископа Кам'янецького, предстоятеля Української Греко-Католицької Церкви Антона Ангеловича, не зважаючи на докладні пошуки останків, не було знайдено на території Городоцького цвинтаря. Останньою видимою згадкою про цвинтар була пам'ятна колона на честь коронації Чудотворної ікони Божої Матері, зведена львівськими отцями-домініканцями ще у XVIII столітті. По закінченню другої світової війни вона безслідно зникла, натомість, у сквері на місці пам'ятної колони з'явився пам'ятник «батькові народів» — Йосипу Сталіну. Демонтований під час хрущовської відлиги у 1961 році. Згодом на тому місці встановлено пам'ятник В. І. Леніну, демонтований у 1990 році.
Впродовж 1929—1937 років на частині давнього Городоцького цвинтаря споруджений дім Професійної спілки залізничників (нині — Будинок науки і творчості Львівської залізниці), у якому тривалий час діяв кінотеатр «Роксі». Неподалік у березні 1956 року збудували таксопарк, згодом — АТП-14606, нині тут автопарк підприємства «Фіакр-Львів». Поряд у 1907—1908 роках споруджений зал польського фізкультурно-гімнастичного товариства «Сокіл ІІ», розширений у 1950-х роках за рахунок прибудови зі сходу нової чотириповерхової будівлі. Обома будівлями нині послуговується дорожний фізкультурно-спортивний клуб «Локомотив».
Від 1908 року Богданівка була славна найбільшим у Львові хлібозаводом «Меркурій» (від 1939 року — Львівський хлібозавод № 1), а також працювала фабрика горілок єврейського купця Йони Шпрехера, фабрика сільськогосподарських машин Пйотровича та Шумана, на потужностях якої у повоєнний час створено підприємство «Львівсільмаш», а також діяла фабрика свічок «Керос» поблизу перетину вулиць Кульпарківської та Окружної.

Греко-католицька церква свв. Андрея та Володимира на Богданівці (світлина 1930 р.)

У 1918 році на Богданівці на подарованій Митрополитом Андреєм Шептицьким земельній ділянці, що між вулицями Людовою (нині — вул. Народна) та Богданівкою (нині — частина вул. Городоцької) була споруджена дерев'яна греко-католицька церква Святого апостола Андрія і святого Володимира. 1922 року поруч з церквою була збудована дерев'яна дзвіниця. У 1927 році стараннями о. Євгена Гаврилюка церква отримала статус окремої капелянії, 1931 року — статус окремої парохії. Вже за радянської влади, у березні 1946 року церкву було відібрано у греко-католицької громади Богданівки, а 1961 року її було знесено. 12 квітня 1962 року було підписано акт відводу земельної ділянки під будівництво п'ятиповерхового житлового будинку (сучасна адреса — вул. Уляни Кравченко, 1), який було зведено на місці знесеної церкви й здано в експлуатацію під кінець 1963 року. Депутати фракції «Народний контроль» у ЛМР ініціюють відбудову церкви.
Поряд із церквою у 1920-х роках був споруджений Народний дім товариства «Просвіта», на будівництво якого 2 млн польських марок виділив відомий філантроп Степан Федак. За декілька метрів від церкви розташовувалася будівля кооперативу «Зоря», поряд з яким знаходилася кінцева зупинка трамвайного маршруту № 8. Сама ж трамвайна лінія була прокладена у 1927 році частиною нинішньої вулиці Городоцької, що тоді мала назву Богданівка, якою тривалий час курсував трамвайний маршрут № 8, що сполучав Богданівку (вул. Міська) з центральною частиною Львова (вул. Казимирівська), яку 1955 року замінили тролейбусною.
На Богданівці крім української та польської громад мешкали також й представники єврейської громади, що мали на розі вул. Городоцької та нині не існуючої площі Фабричної синагогу «Огел Єшарім», збудовану 1901 року за проектом архітектора Яна Ерделі у стилі неокласицизму на замовлення Якоба Брантеля. Знищена синагога під час німецької окупації Львова у серпні 1941 року.
Крім «Львівсільмашу», у повоєнний час — 1948 року на Городоцькій, в приміщеннях колишнього Акційного товариства рафінерії спирту, відкрився Львівський жиркомбінат, котрий у радянські часи мав назву «Жовтень». Неподалік межі з Левандівкою — на вулиці Кузневича від радянських часів розташована самостійна Державна пожежна частина № 3 Залізничного району м. Львова (нині — 2-а державна пожежно-рятувальна частина Залізничного РВ ГУ ДСНС України у Львівській області). На той час культурним центром Богданівки був палац культури заводу «Львівсільмаш» з кіноконцертним залом, бібліотекою та численними гуртками для дітей, молоді та дорослих, а нині не діючий. На трикутному фронтоні була вмонтована емблема «Львівсільмашу», яка була демонтована після продажу палацу культури компанії «Юкон». Нині тут меблевий салон.
На Богданівці між вулицями Любінською, Народною та Сулими розташований стадіон «Львівсільмаш», збудований за ініціативою власників Робітничого клубу спортивного Тадеуша та Броніслава Дробутів у 1929—1934 роках для потреб РКС. Окрім футбольного поля з травяним покриттям, мав ще ґрунтові ігрові майданчики, легкоатлетичні доріжки, адміністративний корпус. За часів Польщі мав назву «Ґрище РКС». З кінця 1940-х років — стадіон заводу «Львівсільмаш», відомий тим, що тут наприкінці 1960-х років відбувалися змагання зі спідвею, а також протягом 1961—1962 років тут виступала футбольна команда «Сільмаш» — попередниця львівських «Карпат». Навпроти стадіону «Львівсільмашу», при вулиці Пороховій, 1, на території колишніх порохових складів австрійського війська, у 1950-х роках збудована ще одна, менша спортивна арена — стадіон ВО «Кінескоп». Наприкінці 1990-х — початку 2000-х років на території стадіону функціонувала дитяча футбольно-спортивна школа. У першій половині 2000-х років на стадіоні проходили матчі чемпіонату України з футболу у вищій лізі команд U-16. У 2010-х роках на місці стадіону споруджено сучасний житловий комплекс «Авалон Гарден», що належить до вулиці Любінської. На вулиці Пороховій, 3, за Польщі споруджений будинок для школи імені генерала Токажевського. За радянських часів, у різні роки, тут містилися школа робітничої молоді № 18 із російською мовою викладання, згодом перетворена на середню школу № 61 з російською мовою викладання. Нині у будівлі функціює класична гімназія при ЛНУ імені Івана Франка.
При вулиці Спокійній, 35 від радянських часів розташовується метеостанція львівського аеропорту (нині — львівський регіональний центр з гідрометеорології ДСНС України).
На мапах Львова міжвоєнного періоду, за левандівським мостом, по правий бік від вулиці Грюнвальдської, пізніше Міської (нині — вулиці Сяйво) є ділянка, переважно забудована спорудами промислового призначення, обмежена частково сучасними вулицями Широкою, Сяйво та Таллінською, яка також належить до Богданівки. Нині на цій ділянці розташовано комплекс будівель ПАТ «Львівобленерго», ресторан «Фільварок на Левандівці», ВАТ «Львівський керамічний завод» тощо.

## Транспорт
Через Богданівку проходить одна з головних транспортних артерій міста — вулиця Городоцька, яка має добре сполучення, передусім тролейбусне. Нею курсують тролейбусні маршрути № 7 та № 12, що сполучають Сигнівку та Левандівку з центром міста — вул. Університетською.
Також Богданівка має чимало автобусних маршрутів, відповідно до нової транспортної схеми, яка була запроваджена у Львові у 2012 році тут курсують міський автобус № 2Н, 16, 52, маршрутні таксі № 32, 28, а також приміські маршрути № 111, 129, 140, 148, 156, 170, 174, 176, 183, 184, 184а, 187—189, 191, 192, 199, 387, 527, 530, 653.
Щодо залізничного сполучення Богданівки, то біля шляхопроводу на межі з Сигнівкою (вул. Городоцька, 166) розташована платформа «Городоцька», на якій зупиняються лише потяги приміського сполучення.

## Цікаві факти
На Богданівці відбуваються події повісті Івана Керницького «Герой передмістя».

## Відомі люди
- Казімеж Гурський — польський футболіст, футбольний тренер і функціонер. Найкращий польський тренер XX століття. Президент Польського Футбольного Союзу (1991—1995).